# Charles S. Dutton
Charles S. Dutton (Baltimora, 30 gennaio 1951) è un attore e regista statunitense.

## Biografia
Nasce nella zona est di Baltimora, nel Maryland. Suo padre è un camionista e i suoi genitori divorziano quando ha solo quattro anni. In gioventù, abbandona la scuola prima di finire la scuola media. Charles ha un'infanzia difficile, che trascorre tra un riformatorio e l'altro. Per un breve periodo è un pugile dilettante con il soprannome di "Roc", un soprannome derivato da "Rockhead", a causa delle sassaiole che costellano la sua infanzia.

### Condanna per omicidio e carcere
Nel 1967, a 16 anni, Dutton è coinvolto in una rissa che provoca la morte di un uomo. Dutton sostiene che la vittima lo abbia aggredito con un coltello. Tuttavia, Dutton si dichiara colpevole di omicidio colposo e viene condannato a cinque anni di prigione, che inizia a scontare presso la Maryland House of Correction a Jessup, nel Maryland. Uscito sulla parola, dopo 18 o 20 mesi, viene arrestato per rapina a mano armata. Viene condannato a 3 anni e incarcerato nel penitenziario del Maryland, vicino alla sua casa d'infanzia. A seguito di una rissa con una guardia viene condannato ad ulteriori otto anni di detenzione. In riferimento a questo, Dutton affermerà: "Ho avuto tre anni per aver ucciso un uomo nero e otto per aver preso a pugni un uomo bianco".
Durante la sua detenzione, Dutton viene pugnalato da un altro prigioniero e rischia la vita. In carcere comincia ad interessarsi ai movimenti radicali e alle Pantere Nere. Durante la sua seconda pena detentiva, Dutton viene condannato a sei giorni di isolamento per essersi rifiutato di pulire i bagni. Ai detenuti in isolamento è concesso prendere un libro e Dutton sceglie di leggere un'antologia di drammaturghi neri. Il libro gli piace così tanto che, dopo essere uscito dall'isolamento, chiede al direttore di fondare un gruppo teatrale per il talent show invernale. Il direttore accetta a condizione che Dutton riprenda gli studi. Dutton completa un programma universitario di due anni presso l'Hagerstown Junior College (ora Hagerstown Community College) a Hagerstown, nel Maryland, laureandosi nel 1976. Viene rilasciato sulla parola il 20 agosto 1976. Dopo il suo rilascio, si iscrive alla Towson State University (ora Towson University) nel sobborgo di Baltimora di Towson, nel Maryland, dove si laurea nel 1978. Dopo il suo periodo a Towson, Dutton consegue un master in recitazione presso la Yale School of Drama nel 1983.

### Carriera
Nel 1984 Dutton debutta a Broadway con Ma Rainey's Black Bottom di August Wilson, vincendo un Theatre World Award e una nomination al Tony Award come miglior attore. Nel 1988, interpreta Leroy Brown in Crocodile Dundee II e un killer nella miniserie televisiva The Murder of Mary Phagan con Jack Lemmon e Kevin Spacey. Nel 1990, Dutton ottiene una seconda nomination al Tony come miglior attore per il suo ruolo in un'altra commedia di Wilson, The Piano Lesson. Successivamente, Dutton recita in Alien 3, il film d'esordio del regista David Fincher, e in Rudy del 1993. Appare anche in Get on the Bus, Il momento di uccidere, La fortuna di Cookie, Cry, the Beloved Country, Sopravvivere al gioco, Nella giungla di cemento, Secret Window e Low Down Dirty Shame.
Dutton vince il premio Emmy al miglior attore nel 2002 e nel 2003 per i suoi ruoli in The Practice e Without a Trace. In precedenza ha ottenuto una nomination per il suo ruolo nel dramma carcerario HBO Oz. Per questo ruolo, è nominato per un NAACP Image Award. Sempre nel 1999, recita nel cast corale di Aftershock: Earthquake in New York in cui ha interpretato il sindaco di New York City. Dutton ottiene consensi per il suo spettacolo comico Roc trasmesso su Fox (ma prodotto da HBO) dal 1991 al 1994. Il suo lavoro in questo ruolo gli vale un NAACP Image Award. Recitato nella serie di fantascienza della CBS del 2005, Threshold.
Nel 2000, Dutton dirige la miniserie HBO The Corner. La miniserie gli stava molto a cuore, perché Dutton è cresciuto per le strade di East Baltimore. È una trasposizione cinematografica di The Corner: A Year in the Life of an Inner-City Neighborhood (Broadway Books, 1997) di David Simon (un reporter del Baltimore Sun) e Ed Burns (un detective della omicidi di Baltimora in pensione). The Corner vince diversi Emmy nel 2000. Ha interpretato il ruolo del capo della polizia della contea di Montgomery, Charles Moose nel film TV del 2003 DC Sniper: 23 Days of Fear, ed appare nella stagione 2 di The L Word. Dutton appare anche in "Another Toothpick", un episodio de I Soprano. Il 9 ottobre 2007, HBO annuncia un accordo con Dutton in cui egli svilupperà, dirigerà e reciterà in serie e film per la rete. Appare anche nel film del 2007 Honeydripper. Nel 2013, Dutton ha interpretato il detective Margolis nel film horror The Monkey's Paw.

## Vita privata
È stato sposato dal 1989 al 1994 con l'attrice Debbi Morgan.

## Filmografia parziale

### Attore

#### Cinema
- Mr. Crocodile Dundee 2 ("Crocodile" Dundee II), regia di John Cornell (1988)
- Jacknife - Jack il coltello (Jacknife), regia di David Jones (1989)
- Terzo grado (Q & A), regia di Sidney Lumet (1990)
- Mississippi Masala, regia di Mira Nair (1991)
- Alien³, regia di David Fincher (1992)
- Seven, regia di David Fincher (1995)
- Minuti contati (Nick of Time), regia di John Badham (1995)
- Il momento di uccidere (A Time to Kill), regia di Joel Schumacher (1996)
- Bus in viaggio (Get on the Bus), regia di Spike Lee (1996)
- Mimic, regia di Guillermo del Toro (1997)
- Black Dog, regia di Kevin Hooks (1998)
- La fortuna di Cookie (Cookie's Fortune), regia di Robert Altman (1999)
- Destini incrociati (Random Hearts), regia di Sydney Pollack (1999)
- D-Tox, regia di Jim Gillespie (2002)
- Gothika, regia di Mathieu Kassovitz (2003)
- Against the Ropes, regia di Charles S. Dutton (2004)
- Secret Window, regia di David Koepp (2004)
- The Express, regia di Gary Fleder (2008)
- Fame - Saranno famosi (Fame), regia di Kevin Tancharoen (2009)
- Legion, regia di Scott Stewart (2010)
- Giustizieri da strapazzo - Bad Asses (Bad Asses), regia di Craig Moss (2012)
- La zampa di scimmia (The Monkey's Paw), regia di Brett Simmons (2013)
- Android Cop, regia di Mark Atkins (2014)
- What Lola Wants, regia di Rupert Glasson (2015)
- The Perfect Guy, regia di David M. Rosenthal (2015)
- Carter High, regia di Arthur Muhammad (2015)
- Veneration, regia di Frank Lisi - cortrometraggio (2016)

#### Televisione
- Miami Vice – serie TV, episodio 3x05 (1986)
- Aftershock - Terremoto a New York (Aftershock: Earthquake in New York), regia di Mikael Salomon – film TV (1999)
- The Arturo Sandoval Story (For Love or Country: The Arturo Sandoval Story), regia di Joseph Sargent – film TV (2000)
- I Soprano (The Sopranos) – serie TV, episodio 3x05 (2001)
- Senza traccia (Without a Trace) – serie TV, 2 episodi (2002-2003)
- Medici per la vita (Something the Lord Made), regia di Joseph Sargent – film TV (2004)
- Threshold – serie TV, 13 episodi (2005-2006)
- Dr. House - Medical Division (House, M.D.) – serie TV, 2 episodi (2006-2007)
- American Horror Story – serie TV, 2 episodi (2011)
- Law & Order: LA – serie TV, 1 episodio (2011)
- Longmire – serie TV, 6 episodi (2012-2014)
- The Following – serie TV, 1 episodio (2014)
- Bessie, regia di Dee Rees – film TV (2015)

### Regista
- Tempo di riscatto ( First Time Felon) – film TV (1997)
- L'angolo (The Corner) – miniserie TV, 6 puntate (2000)
- Against the Ropes (2004)
- Sleeper Cell – serie TV, episodi 2x02, 2x05, 2x08 (2006)
- Corsa per la vita (Racing for Time) – film TV (2008)
- Under – film TV (2008)
- The Obama Effect (2012)

## Doppiatori italiani
Nelle versioni in italiano delle opere in cui ha recitato, Charles S. Dutton è stato doppiato da:
- Angelo Nicotra in Homicide, Gothika, Secret Window, Legion, The Perfect Guy, Il romanzo di un amore
- Stefano Mondini in Oz, Against the Ropes, Fame - Saranno famosi, My Name Is Earl, Zero Hour
- Paolo Buglioni in Jack Reed 3 - Paure incrociate, Black Dog, American Horror Story
- Diego Reggente in Minuti contati, Longmire, Criminal Minds
- Claudio Fattoretto in Destini incrociati, Rudy - Il successo di un sogno
- Luciano De Ambrosis in Sopravvivere al gioco, Indagine ad alto rischio
- Paolo Marchese in Law & Order: LA, The Following
- Vittorio Di Prima in Alien³
- Rodolfo Bianchi ne Il distinto gentiluomo
- Sergio Di Giulio in Mr. Crocodile Dundee 2
- Raffaele Uzzi in Terzo grado
- Michele Kalamera in Terra amata - Cry, the Beloved Country
- Pietro Biondi in The Practice - Professione avvocati
- Renato Mori ne Il momento di uccidere
- Massimo Corvo in Bus in viaggio
- Massimiliano Plinio ne I Soprano
- Eugenio Marinelli in Mimic
- Oreste Rizzini ne La fortuna di Cookie
- Ennio Coltorti in D-Tox
- Glauco Onorato in Senza Traccia
- Roberto Draghetti in Threshold
- Alessandro Rossi in The L Word
- Nino Prester in Dr. House - Medical Division (ep. 2x21)
- Ermanno Ribaudo in Dr. House - Medical Division (ep. 3x20)
- Elio Zamuto in The Express
- Carlo Valli in CSI: NY
- Toni Orlandi in Android Cop

Da doppiatore è stato sostituito da:
- Alberto Angrisano in Scooby-Doo! e il Mistero del Wrestling